# Strömma damm
Strömma damm är en sjö i Varbergs kommun i Halland och ingår i Ätran-Himleåns kustområde. Sjön har en area på 0,0855 kvadratkilometer och ligger 26,8 meter över havet. Sjön avvattnas av vattendraget Tvååkers Kanal.

## Delavrinningsområde
Strömma damm ingår i det delavrinningsområde (633052-129498) som SMHI kallar för Ovan Fjölabrobäcken. Medelhöjden är 26 meter över havet och ytan är 4,92 kvadratkilometer. Räknas de 25 avrinningsområdena uppströms in blir den ackumulerade arean 66,55 kvadratkilometer. Avrinningsområdets utflöde Tvååkers Kanal mynnar i havet. Avrinningsområdet består mestadels av skog (12 %), öppen mark (11 %) och jordbruk (75 %). Avrinningsområdet har 0,09 kvadratkilometer vattenytor vilket ger det en sjöprocent på 1,8 %.